# Zámek Cappenberg
Zámek Cappenberg je bývalý německý klášter řádu premonstrátů, přestavěný v 19. století na zámek. Nachází se v místní části Cappenberg okresního města Selm, nad řekou Lippe v zemském okrese Unna, ve spolkové zemi Severní Porýní-Vestfálsko. 

## Historie

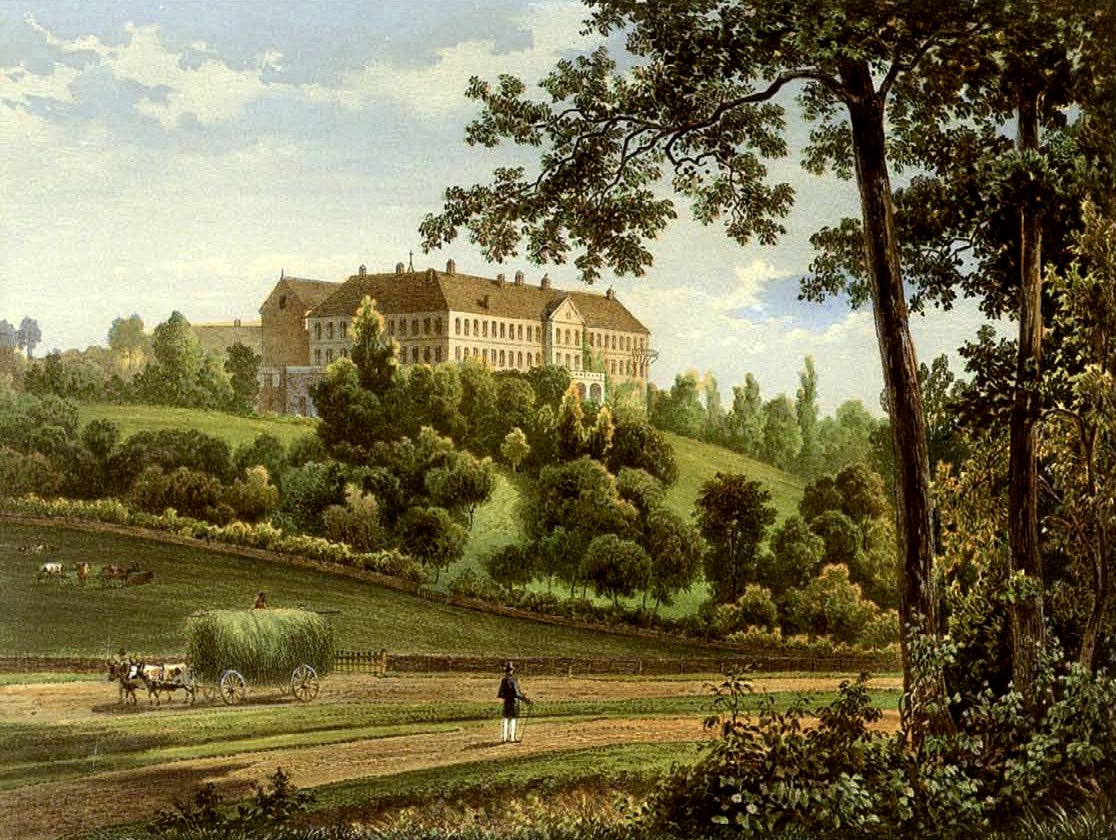
Pohled na zámek, litografie A. Dunckera, kolem 1860

Erb pánů z Cappenbergu

Klášter byl založen v oblasti staršího osídlení roku 1092 bratry Gottfriedem a Ottou, hrabaty z Cappenbergu, pro kanovníky řádu premonstrátů. Byl to první klášter tohoto řádu v Německu. Gottfried pozval k vedení kláštera (jako prvního opata) zakladatele řádu, Norbertem z Xanten, jemuž dal připsat svůj majetek včetně statků a vymínil si, že chce v klášteře dožít, což se uskutečnilo. Gotfriedova manželka Ida (Jutta), rozená hraběnka z Arnsbergu, spolu se svou sestrou Gerbergou z Arnsbergu zde založily konvent premonstrátek, takže klášter byl nadále podvojný. Také Otto z Cappenbergu později vstoupil do kláštera a byl v pořadí čtvrtým převorem. Rod pánů z Cappenbergu žije do současnosti.
Trojlodní kostel sv. Jana Evangelisty a první klášterní budova byly vystavěny v románském slohu během 12. století. Později byl areál rozšířen, závěr kostela byl přestavěn a doplněn o věžičku v 19. století v novogotickém slohu. Klášterní budovy byly zcela přestavěny v barokním slohu v 17. století. V roce 1803 byla kanonie zrušena, zčásti pobořena za napoleonských válek. Kostel od té doby slouží jako farní.
Roku 1816 objekty s panstvím zakoupil pruský politik Heinrich Friedrich Karl vom und zum Stein, který prelaturu a konvent dal přestavět na zámek a kolem vysadit dřeviny pro anglický park. Po něm zámek vlastnili pánové z Kanitz. 
Když bylo za druhé světové války vybombardováno město Dortmund,  tamní muzeum se přestěhovalo do zámku, ve středním objektu sídlí dosud. Pořádají se zde sezónní výstavy. Návštěvnický okruh pokračuje kostelem. Areál je ve správě Pruské kulturní nadace.

## Památky v kostele
- Románský dřevěný krucifix - zavěšen v presbytáři
- Kenotaf zakladatelů, Gottfrieda a Otty z Cappenbergu, raně gotická plastika, kolem 1320
- Náhrobní tumba se sochou hraběte Gottfrieda z Cappenbergu († 1350), v jižní boční lodi kostela
- Oltářní polyptych se scénami z Mariina života a s Kristovými pašijemi (1513), je malbou mistra Jana Baegerta (1465–1535), dvorního malíře vévodů z Kleve
- Dva bronzové trojramenné svícny v presbytáři kostela, raně gotické
- Bronzová busta císaře Fridricha Barbarossy (po roce 1155)
- Oltářní obraz s výjevem Sv. Augustin předává sv. Norbertovi pravidla řehole za asistence Gottfrieda z Cappenbergu a jeho manželky (1696), signován Herm(ann) Veltm(ann) Coesfeld, původně na hlavním oltáři, nyní stěně vpravo od oltáře
- Goticko-renesanční chórové lavice s řezanými figurálními motivy drolerií, z let 1509–1520

## Galerie

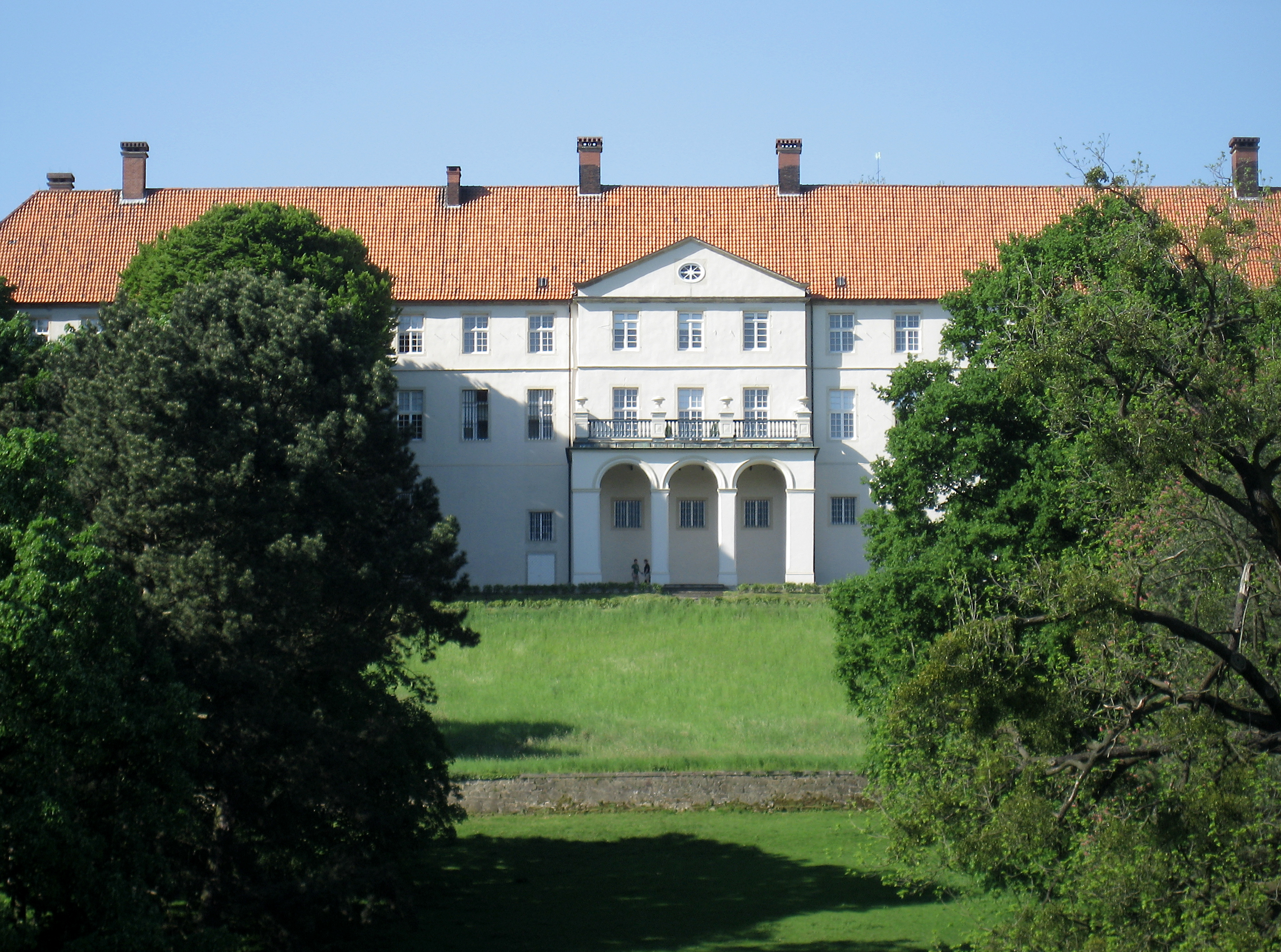
Rezidenční část
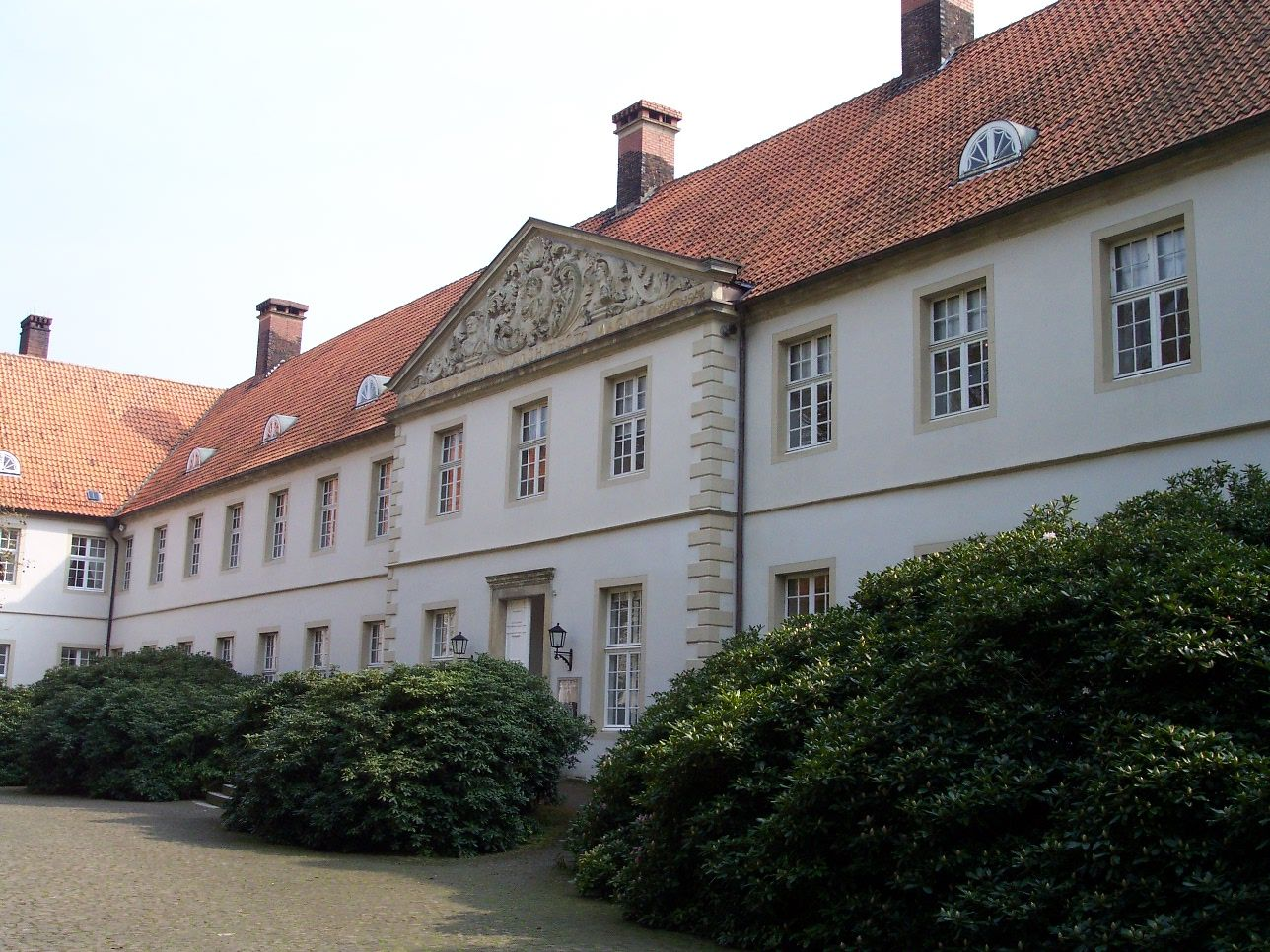
Muzejní trakt
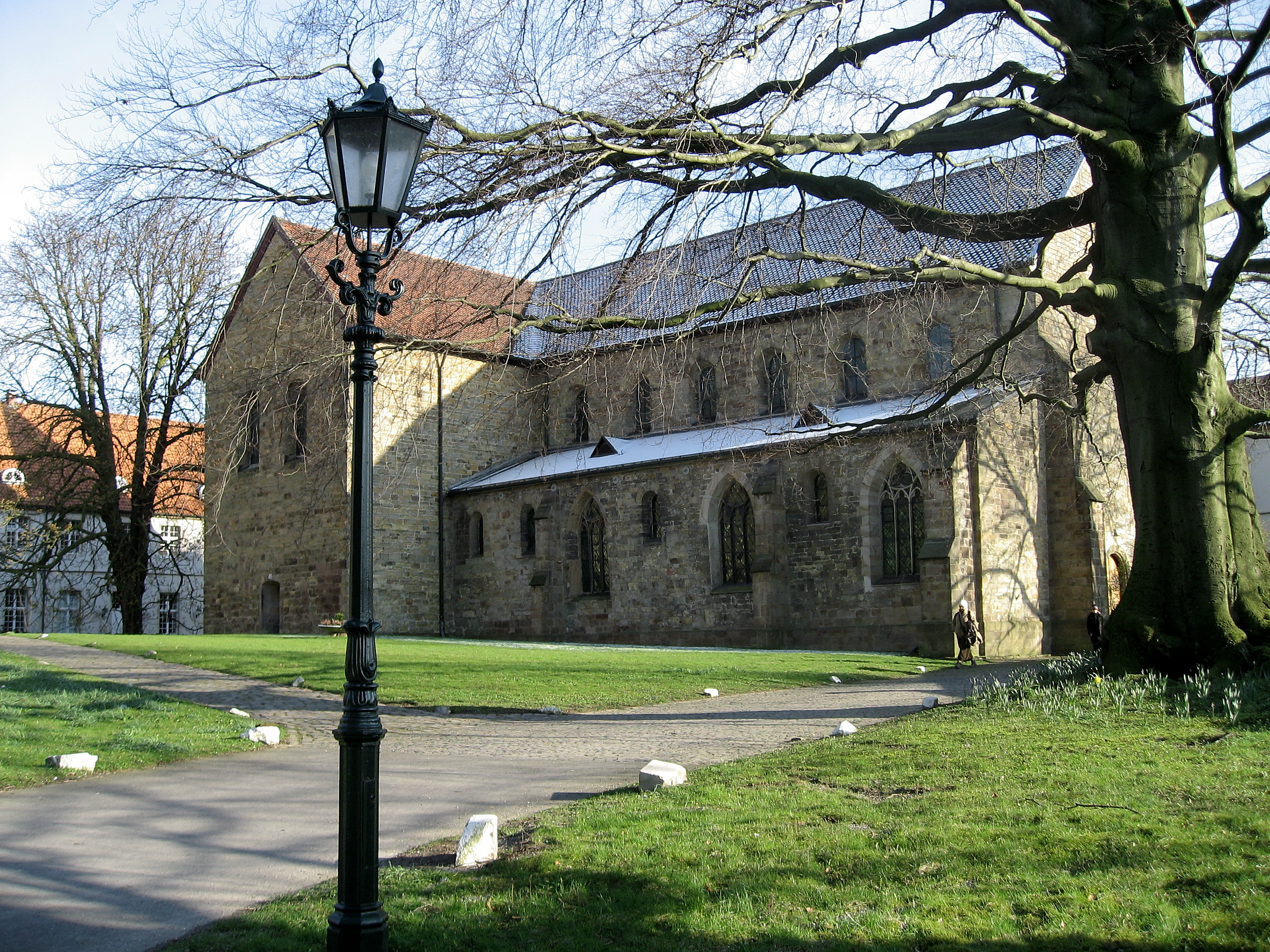
Kostel od SV
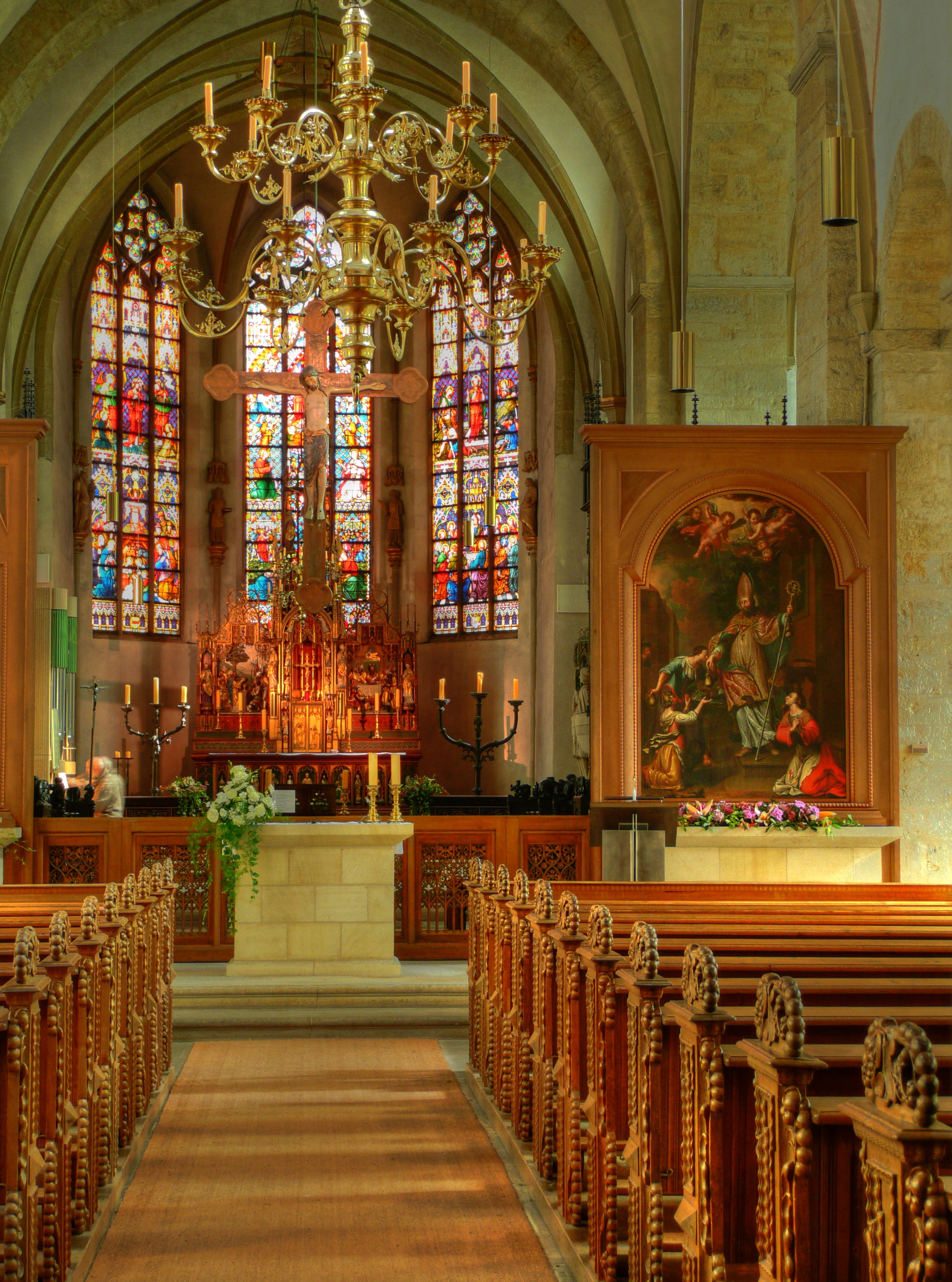
Interiér kostela
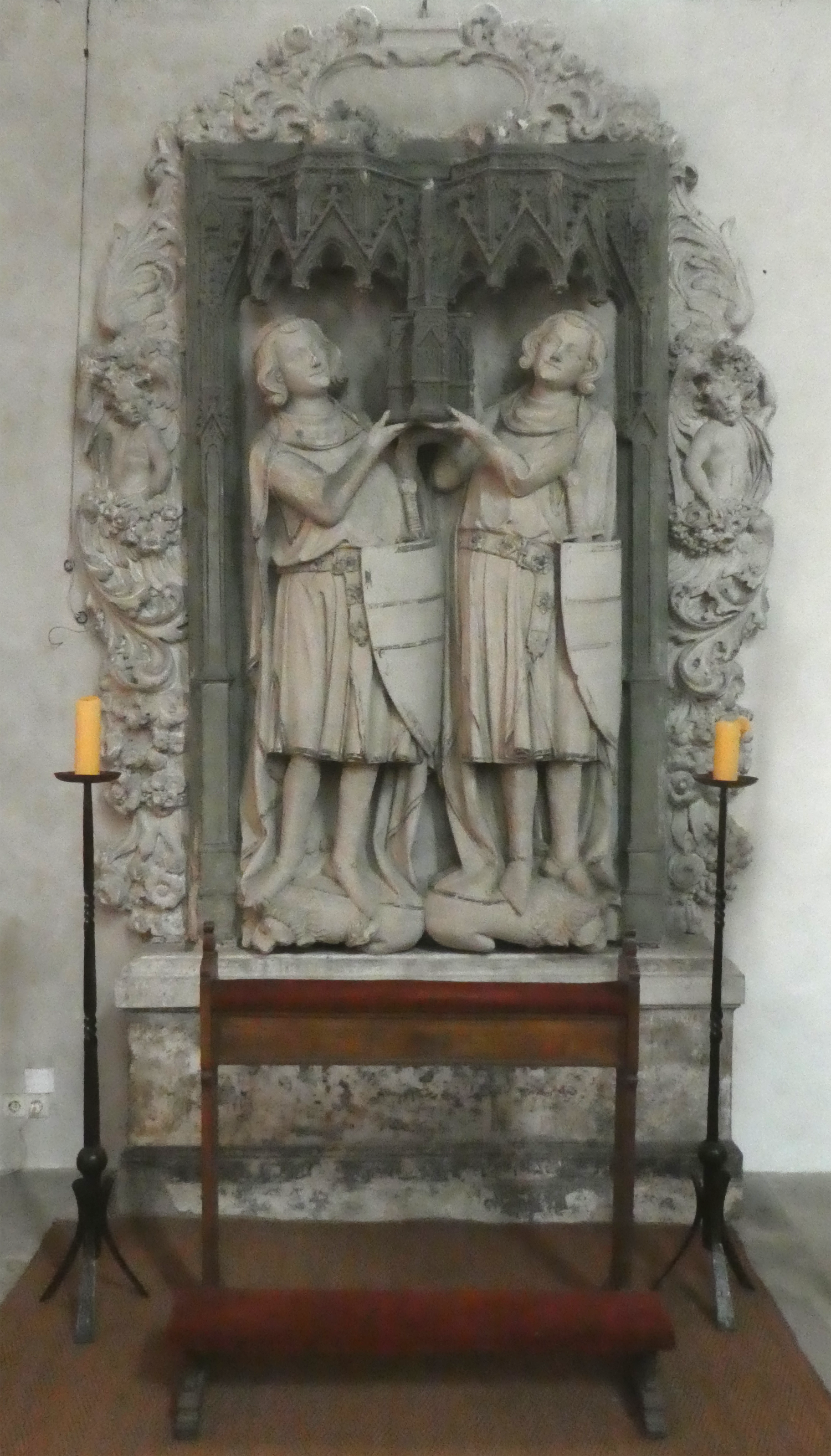
Kenotaf zakladatelů
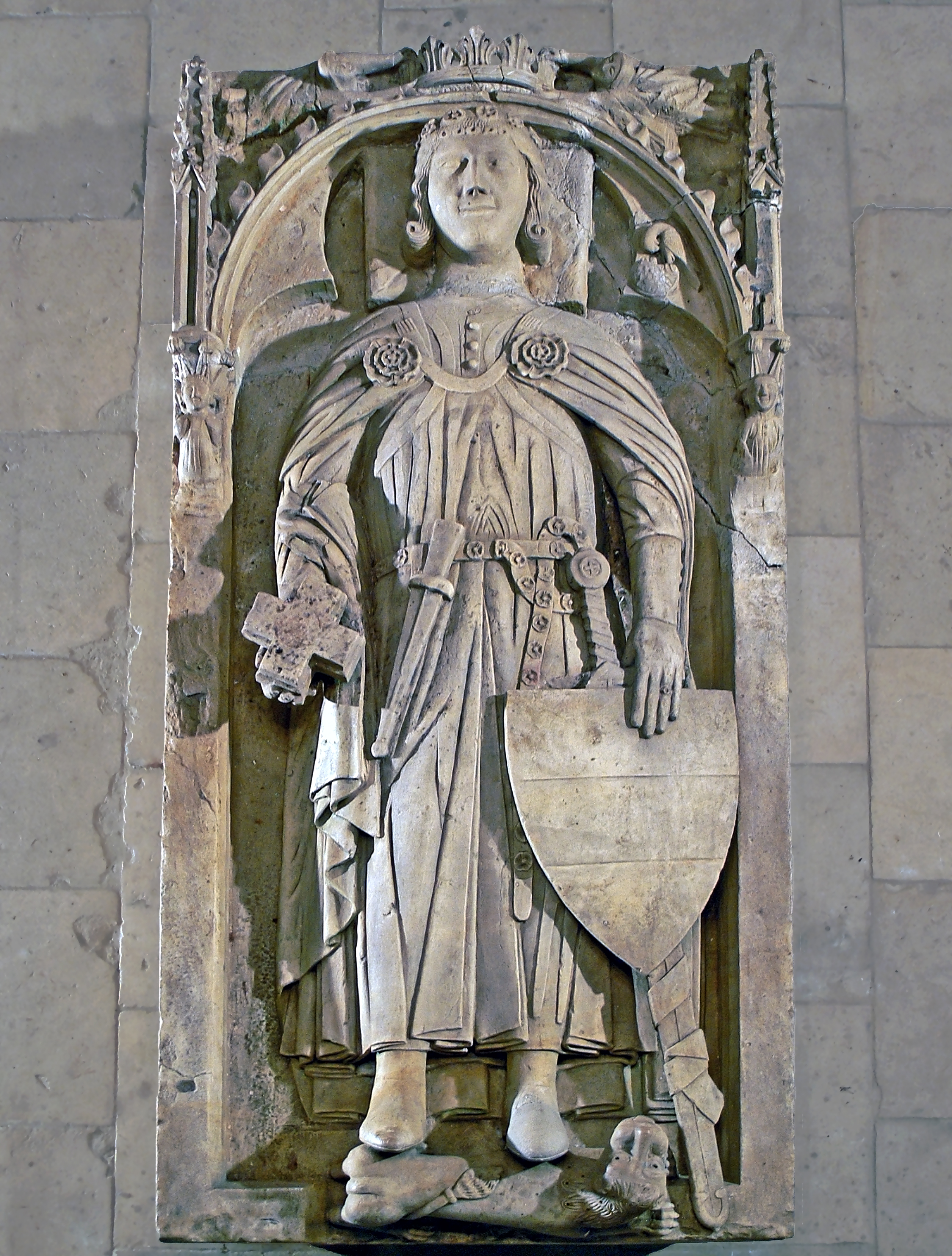
Náhrobek Gottfrieda z Cappenbergu
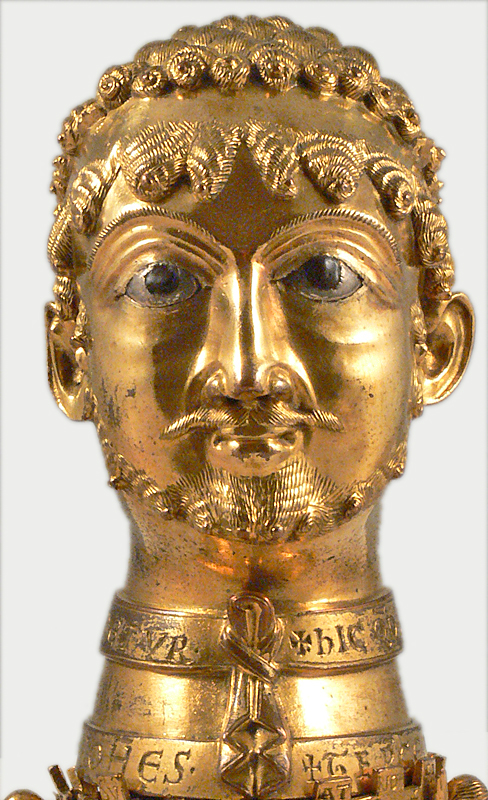
Busta Fridricha Barbarossy